# فرد إل. وارنر
فرد إل. وارنر (بالإنجليزية: Fred L. Warner)‏ هو سياسي أمريكي، ولد في 16 سبتمبر 1877 في بن يان في الولايات المتحدة، وتوفي في 17 يوليو 1942 في لانسنغ في الولايات المتحدة. حزبياً، نشط في الحزب الجمهوري. وقد انتخب عضو مجلس نواب ميشيغان ‏.